# La Libertad (departament)
La Libertad – jeden z 14 departamentów Salwadoru.
Jego stolicą jest miasto Santa Tecla (108,8 tys., 2007). Inne większe miasta to: Colón (91,2 tys., 2007), Opico (45,0 tys., 2007), Ciudad Arce (41,5 tys., 2007), Quezaltepeque (36,2 tys., 2007), Antiguo Cuscatlán (33,7 tys., 2007), La Libertad (23,1 tys., 2007), Zaragoza (18,0 tys., 2007), San José Villanueva (10,7 tys., 2007).